# Mogens Brems
Mogens Brems (* 26. Oktober 1911 in Kopenhagen; † 10. April 1989 ebenda) war ein dänischer Schauspieler.
Brems entstammte einer Musikerfamilie: Sein Großvater Peter Rasmussen war Organist und Komponist, sein Onkel Alfred Rasmussen Hornist, seine Mutter Gerda Emilie Rasmussen Pianistin und sein Vater Anders Brems Sänger. Seine Schwester war die Opernsängerin Else Brems, und sein Zwillingsbruder Erik Brems spielte Klarinette. Mogens Brems selbst war ein guter Akkordeonspieler und Sänger.
Seine Ausbildung als Schauspieler erwarb Brems in Berlin, Paris, London und New York. Am Königlichen Theater Kopenhagen wurde er als Sänger für eine Inszenierung von August Strindbergs Fräulein Julie engagiert. Am Danske Theater spielte er 1970 den Herrn Schultz im Musical Cabaret, im Folgejahr den Pastor Kimball in Brechts Dreigroschenoper. Er hatte außerdem einige Rollen in Rundfunk- und Fernsehproduktionen und spielte in den Filmen De pokkers unger (1947), Tante Tut fra Paris (1956) und Jomfruburet (1959).